# Café con piernas
Un café con piernas es una variedad de cafetería originaria y característica de Chile, cuya particularidad es que son atendidos por mujeres jóvenes y atractivas en ropa ceñida, bikini, lencería o semidesnudas, y donde no hay expendio de bebidas alcohólicas ni alimentos (a diferencia de cadenas con un concepto parecido, como la estadounidense Hooters). Aunque presentes en varias ciudades del país, se concentran en la capital y más específicamente en la comuna de Santiago Centro. Su nombre obedece a que en los primeros locales de este tipo las meseras vestían minifalda, exhibiendo sus piernas. Además el término alude a la presencia femenina que complementa la experiencia de tomar un café y distingue a este tipo de establecimiento respecto a otros de su especie.[cita requerida]

## Historia

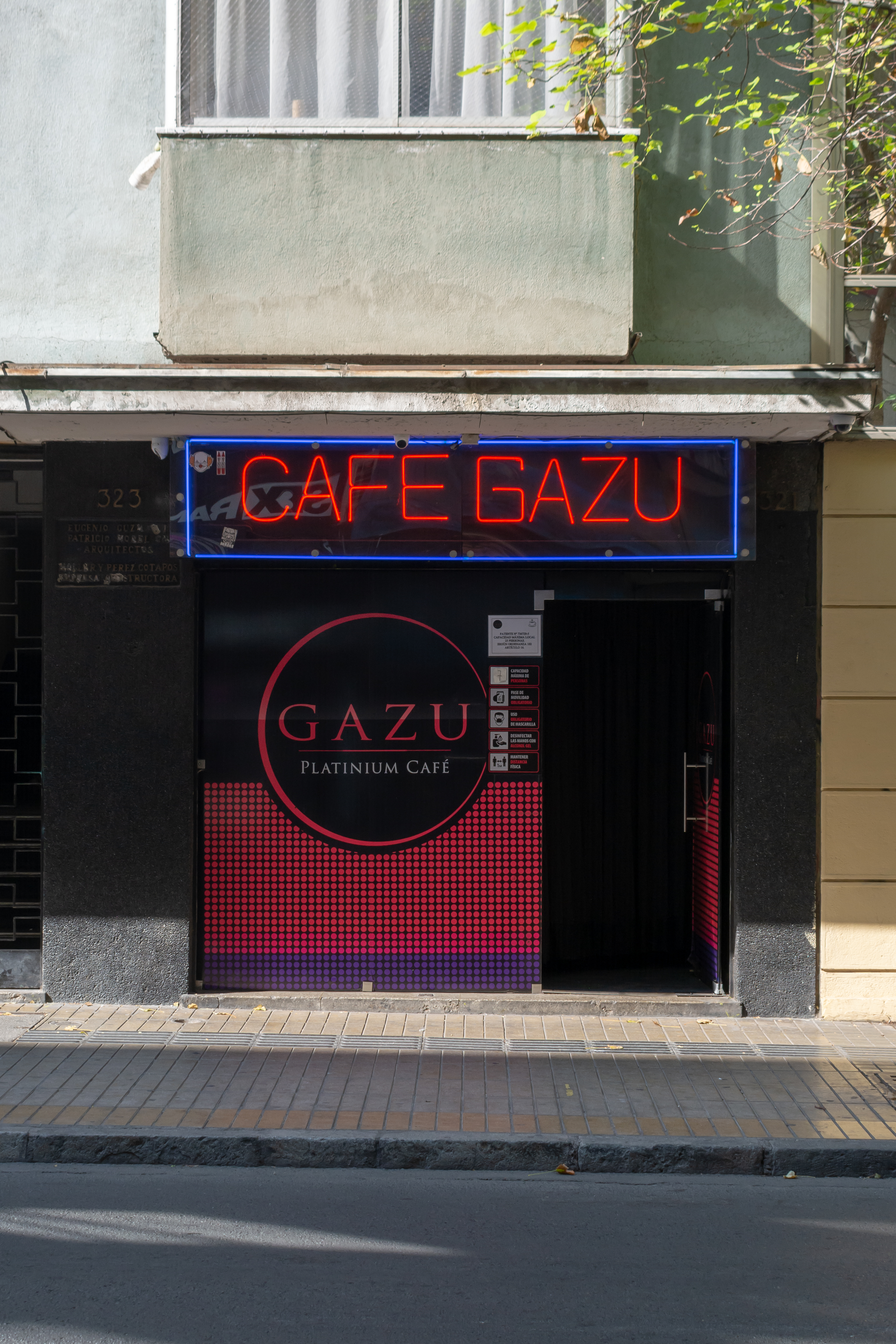
Fachada del Café Gazú, un café con piernas en Santiago.

Algunas fuentes sostienen que el concepto original (una cafetería más íntima donde habría intercambio de índole sexual no explícita) se remonta a la década de 1920con los llamados "cafés chinos", que eran atendidos por inmigrantes de dicho país.
En el invierno de 1982 la cadena de cafés Haití —en pleno centro de Santiago— impuso la minifalda ceñida como uniforme. Luego dicho código fue adoptado por el Café do Brasil, siendo ambos establecimientos los más tradicionales del rubro y que hasta hoy continúan operando en los paseos peatonales de Ahumada, Estado y Huérfanos, algunos de ellos atendidos por mujeres de trayectoria en el rubro (mayores de 35).
Sin embargo, la escena cafetera vería un fuerte impulso en 1990 con la inauguración del café Ikabarú —ubicado en la calle Mac Iver y que presentaba a las mujeres en vestidos cortos y minifaldas—, al que se sumaría en 1994 la cadena Barón Rojo. En una audaz jugada comercial para la época, el dueño de este último (Miguel Ángel Morales) cambió la tradicional minifalda por el bikini, para atraer más clientes, e instaló vidrios polarizados que ofrecieran privacidad, lo cual fue todo un éxito y congregó a numeroso público masculino entre una sociedad que apenas comenzaba a sacudirse las restricciones impuestas durante la dictadura militar. La alta demanda significó un rápido crecimiento para Barón Rojo, y motivó a otros pequeños comerciantes, empresarios y competidores a sumarse al pujante sector. Esto generó un aumento explosivo de cafés en la capital, llegando a existir multitud de locales contiguos en una misma calle o al interior de galerías comerciales, y ocupando desde tiendas diminutas hasta amplios espacios, con dos pisos o niveles.[cita requerida]
Para fines de la década de 1990, el rubro estaba consolidado en la capital, con recorridos guiados para turistas y rápida expansión a regiones, aunque también fue una época de continua fiscalización por parte de Carabineros y la Inspección del Trabajo. La fuerte competencia por clientes en Santiago llevó a Barón Rojo a diversificar la actividad, ofreciendo a sus trabajadoras participar en espectáculos, discotecas y clubes nocturnos bajo la modalidad "team" (o equipo de promotoras) e implementando el «minuto feliz», momento en que las meseras quedaban en toples. La competencia también se manifiesta a través de reclutar a las meseras más populares, pues atraen a sus fieles clientes a cualquier local donde ellas trabajen.[cita requerida] Por ese entonces surgen figuras reconocidas como Jocelyn Medina (quien fuera bailarina en los populares programas de TV Yingo y Calle 7, para posteriormente administrar su propio café llamado Kapitall Coffee Bar Internacional), Noelia Arias (alias «Licenciada Tetarelli» por su exuberante busto, quien llegó a participar en producciones de televisión y publicitarias, además de ser dueña de su propio café) o Doris Leiva (alias Candy Kournikova o la «Kournikova chilena» por el espectáculo erótico que protagonizaba con una raqueta de tenis y su cabello rubio similar al de la famosa tenista rusa Anna Kournikova. Leiva realizó varias giras por el país hasta su fallecimiento en 2014, como resultado de un accidente automovilístico).
En su apogeo, se estima que en Santiago operaba un total de 150 locales, llegando a existir cafés para clientes homosexuales o de sexo femenino, donde los meseros eran hombres. Desde 2005 sin embargo, se produce una sostenida contracción del sector, desapareciendo varios de ellos o cambiando al rubro de máquinas tragamonedas, más popular y rentable. El pionero «Barón Rojo» cerró operaciones este mismo año.
Durante la pandemia de COVID-19 en 2020 permanecieron fuera de servicio por 6 meses, y a algunos sorprendidos funcionando se les aplicó un sumario sanitario.

## Características

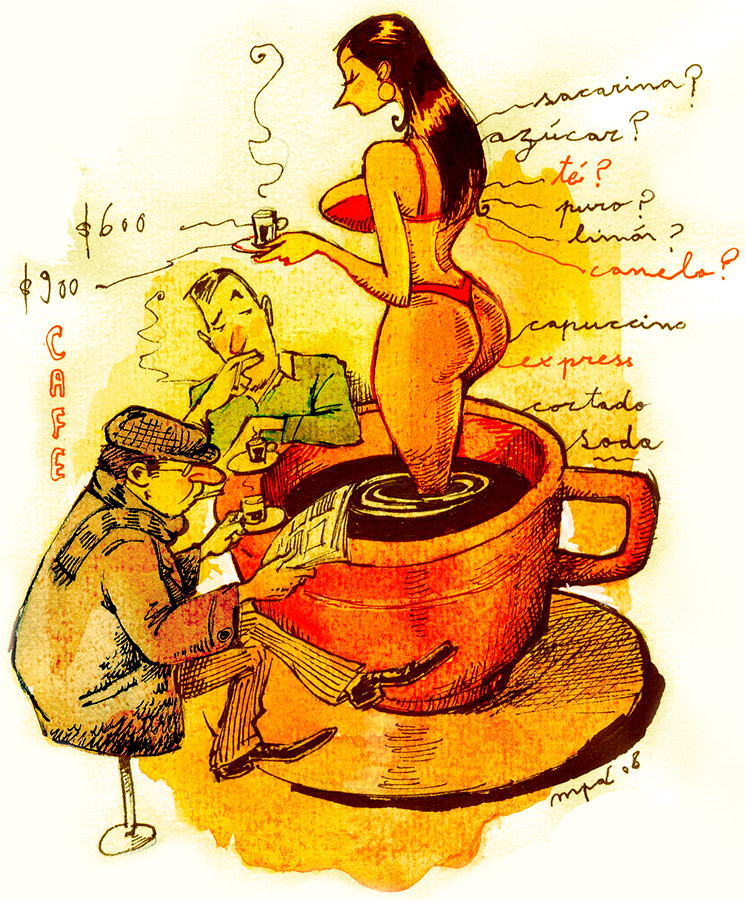
Caricatura alusiva al Café con piernas chileno y sus parroquianos.

Aunque difieren en ubicación, iluminación, dinámica, espacio y clientela, casi todos tienen en común una dotación de entre dos a cinco meseras, dependiendo de la superficie del local o de qué tan concurrido sea, y la estructura de un mesón en plataforma (muy pocos disponen de sillas o baño público; se asume que el visitante no permanece más tiempo del necesario para beber su café) y espejos que cubren todo muro, permitiendo que el cliente contemple a la mesera desde cualquier ángulo, y creando ilusión de amplitud, sobre todo en locales pequeños. Algunos cuentan con televisor para ver noticias o videos musicales, altavoces para música o bien jukeboxes donde la propia clientela escoge canciones. La mayoría de estos cafés opera con un sistema de turnos en horario de oficina: mañana y tarde, separados por la hora de colación, cuando cambia el staff de meseras. El pago por consumir o ser atendido es a través de un cajero, y solo en raras ocasiones la mesera lo recibe directamente. La atención personalizada (el visitante escoge a la señorita que le atenderá) y hasta cierto punto seductora es un recurso habitual para fidelizar clientes y obtener propina, ingreso adicional al que perciben las trabajadoras y que puede traducirse en importantes ganancias. En general está prohibido el ingreso a menores de edad y la venta de bebidas alcohólicas.
Desde los inicios han existido cadenas de locales (dispersos en distintos puntos de Santiago centro, pero agrupados bajo una misma marca, como p. ej. Haití, Barón Rojo o Ikabarú; suelen ser los mejor situados, más populares y de mayores ganancias) y también locales individuales, ubicados al interior de alguna galería o punto neurálgico de la capital.[cita requerida]
En general se distinguen dos tipos de establecimiento: 
- Abiertos: localizados en paseos peatonales concurridos y zonas de oficinas, son visibles desde el exterior, iluminados, con grandes ventanales y a menudo cuentan con sillas y mesas (al interior del local o en vía pública) para que el visitante permanezca por más tiempo. Las trabajadoras suelen vestir prendas más sobrias, el contacto físico entre cliente y mesera es casi inexistente, y aunque la clientela es preferentemente masculina, no es extraño ver mujeres y de vez en cuando familias. Por lo general atienden en días hábiles y horario de oficina.[cita requerida]
- Privados: ubicados en subterráneos, pasajes o al interior de galerías, con vidrios polarizados o gruesas cortinas que bloquean toda visibilidad desde el exterior, música estridente y muy poca o ninguna iluminación natural. Las trabajadoras llevan vestuario más sugestivo o incluso ejercen semi-desnudas o toples. La clientela es casi exclusivamente masculina y el contacto físico entre mesera y cliente es habitual,[22] aunque el pago por consumo o atención no garantiza ni da derecho a tal intercambio. El horario de atención puede extenderse hasta la noche e incluso a fines de semana. Algunos privados han sido acusados de prostitución encubierta, sin embargo existe fuerte fiscalización a dichas prácticas ilegales, resultando a veces en clausura y revocación de patentes comerciales.[cita requerida]

## Ubicación

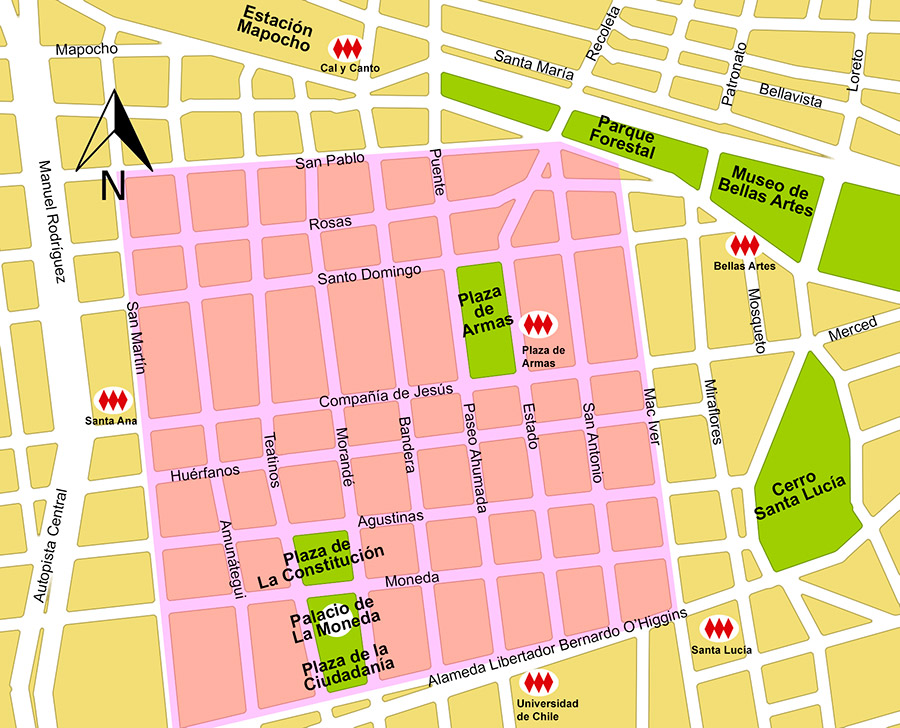
Mapa de Santiago centro. En tono rosa la zona más característica de cafés con piernas.

Se entiende como zona de cafés con piernas al cuadrante del centro de Santiago comprendido entre calle San Pablo (al norte), Avenida Alameda Bernardo O'Higgins (al sur), calle Enrique Mac-Iver (al oriente) y calle San Martín (al poniente). Aunque existen muchos otros en distintos rincones de la capital e incluso en otras ciudades del país (como Antofagasta o Concepción), se reconoce este sector como preferente, emblemático y de mayor atractivo turístico.[cita requerida]
Cabe destacar que al menos en Santiago no tienen presencia en comunas del barrio alto (o de clase alta), siendo Providencia la única excepción.[cita requerida]

## Críticas
Desde sus inicios han sido cuestionados por sectores conservadores de la sociedad chilena, aduciendo que menoscaban el rol de la mujer y promueven la inmoralidad e incluso infidelidad, puesto que muchos oficinistas dedican rutinariamente parte de su hora de colación a visitarlos (aunque algunos sostienen que las relaciones entre mesera y cliente son meramente platónicas). A pesar de ello, alcaldes de distintas sensibilidades sociopolíticas les han brindado respaldo pues generan trabajo, no obstante sancionar o clausurar aquellos que en la práctica funcionaban como fachada para prostíbulos.
También han sido criticados por ofrecer empleo precario (desde mediados de la década de 2010 la mayoría de meseras son inmigrantes, especialmente venezolanas, colombianas y peruanas que encuentran dificultades para postular a otros empleos calificados; pocas cuentan con contrato laboral o seguro social) y además, en condiciones inadecuadas (largas horas de pie sobre zapatos altos, exhibiendo el cuerpo, sin luz natural y en algunos casos presionadas para mantener un determinado peso corporal). Tanto intelectuales como defensoras del feminismo cuestionan la objetivación de la mujer y el modelo de sumisión anacrónico que se da en estas cafeterías, aunque no al punto de exigir su erradicación.
Otro aspecto que afectó la reputación de ciertas cafeterías es que fueron escenario o trasfondo de hechos delictivos, algunos de los cuales generaron gran revuelo público en su época.